# لارا باربییری
لارا باربییری (انگلیسی: Lara Barbieri؛ زادهٔ ۲ فوریهٔ ۱۹۸۶) بازیکن فوتبال اهل ایتالیا است.